# مخلاف بيش
مخلاف بيش أحد المخاليف القديمة في اليمن التي كان معمول بها في تسمية تقاسيم المناطق قبل سيطرة العثمانيين على اليمن عام 1538 واحتلال بريطانيا لعدن عام 1839  وبيش وادي مشهور يأتي من منطقة عسير وينتهي في مخلاف حكم من تهامة جازان .

## خلفية
كانت اليمن تقسم إلى العديد من المخاليف وبعد سيطرة العثمانيين على اليمن قسموها إلى 4 ألوية يقسم اللواء إلى عدة أقضية ونواحي ، وتغيرت الألوية بعد العهد الجمهوري والوحدة إلى محافظات والنواحي إلى مديريات .